# Ягмина, Ирина Арсеньевна
Ирина Арсеньевна Я́гмина, урождённая — Пимонова (1898 год, Виленская губерния, Российская империя — 1997 год, США) — польский общественный и религиозный старообрядческий деятель, педагог, русская поэтесса.

## Биография
Родилась в 1898 году в Виленской губернии в купеческой старообрядческой семье Арсения и Стефаниды Пимоновых. После обретения независимости Польшей семья Пимоновых осталась жить в Вильно. Закончила педагогические курсы в Вильне. В 1929 году возглавила Школьный отдел виленского Женского благотворительного общества. В 30-е годы преподавала несколько предметов в старообрядческих школах. В это же время была попечителем школьного образования виленских старообрядческих школ и религиозно-образовательного отдела Виленского старообрядческого муниципалитета беспоповской Восточной старообрядческой церкви Польши. Была инициатором создания вечерних христианских курсов для виленских старообрядцев. В это же время опубликовала в старообрядческом «Вестнике Высшего Старообрядческого Совета в Польше» свои стихи на религиозные темы.
В 1940 году после вхождения Литвы в состав СССР вместе с семьёй эмигрировала в Вену, откуда позднее перебралась в США, где продолжила заниматься поэзией. Опубликовала в США несколько сборников стихотворений.

## Семья
Сестра депутата польского Сейма и общественного деятеля Бориса Пимонова.